# كريس ديليا
كريس ديليا (بالإنجليزية: Chris D'Elia)‏ مواليد 29 مارس 1980 في نيوجيرسي، الولايات المتحدة، هو ممثل أمريكي بدأ مسيرته الفنية سنة 1996.

## الأعمال

### مسلسلات
- بوسطن ليغال
- مونك
- مدمني العمل
- ويتني
- كوميدي سنترال
- سانجاي وكريغ
- نتفليكس

## وصلات خارجية
- كريس ديليا على موقع IMDb (الإنجليزية)
- كريس ديليا على موقع قاعدة بيانات الفيلم (الإنجليزية)
- الموقع الرسمي